# Сандлер Дмитро Михайлович
Сандлер Дмитро Михайлович (нар. 2 червня 1961, м. Москва, Росія) — народний депутат України IV, V  та VI скликань.

## Життєпис
Н. 02.06.1961 (місто Москва, Росія); дружина Юлія Володимирівна (1964); дочки донька Євгенія (1986) і Тетяна (1989); син Лев (2004), син Михайло (2014), син Ілля (2015).
Освіта: Московський інститут інженерів залізничного транспорту (1979—1984), інженер-електромеханік. Кандидат економічних наук.

## Політична діяльність
Народний депутат України 6-го скликання 11.2007-12.2012 від Партії регіонів, № 79 в списку. На час виборів: народний депутат України, член ПР. Член фракції Партії регіонів (з 11.2007). Член Комітету з питань економічної політики (з 12.2007), голова підкомітету з питань економічного розвитку регіонів України.
Народний депутат України 5-го скликання 04.2006-11.2007 від Партії регіонів, № 82 в списку. На час виборів: народний депутат, безпартійний. Член фракції Партії регіонів (з 05.2006). Член Комітету з питань паливно-енергетичного комплексу, ядерної політики та ядерної безпеки (з 07.2006).
Народний депутат України 4-го скликання 04.2002-04.2006 від Блоку Віктора Ющенка «Наша Україна», № 18 в списку. На час виборів: голова ревізійної комісії ТОВ «Європродімпекс», безпартійний. Член фракції «Наша Україна» (05.2002), член фракції «Єдина Україна» (05.-06.2002), уповноважений представник групи «Демократичні ініціативи» (06.2002-05.2004), уповноважений представник групи «Демократичні ініціативи Народовладдя» (05.-09.2004), уповноважений представник групи «Демократичні ініціативи» (09.2004-09.2005), позафракційний (09.-12.2005), член фракції Партії регіонів «Регіони України» (з 12.2005). Член Комітету з питань соціальної політики та праці (з 06.2002).

## Кар'єра
- 1978—1979 — електромонтер зв'язку служби сигналізації та зв'язку Київського метрополітену.
- 1979—1984 — студент Московського інституту інженерів залізничного транспорту.
- 1984—1990 — електромеханік, старший інженер-технолог, начальник відділу електродепо «Дарниця» Київського метрополітену.
- 1990—1993 — артист клавішних інструментів Київського об'єднання музичних ансамблів.
- 1993—1999 — робота в комерційних структурах, місто Київ.
- 1999—2000 — в.о. голови правління, голова правління ВАТ «Тернопільський м'ясокомбінат».
- 2000—2002 — голова ревізійної комісії ТОВ «Європродімпекс».

## Нагороди
Почесна грамота Кабінету Міністрів України (12.2003).
Нагороджений орденом "За заслуги" ІІІ ступеня (10.2004)